# Le Courtgain

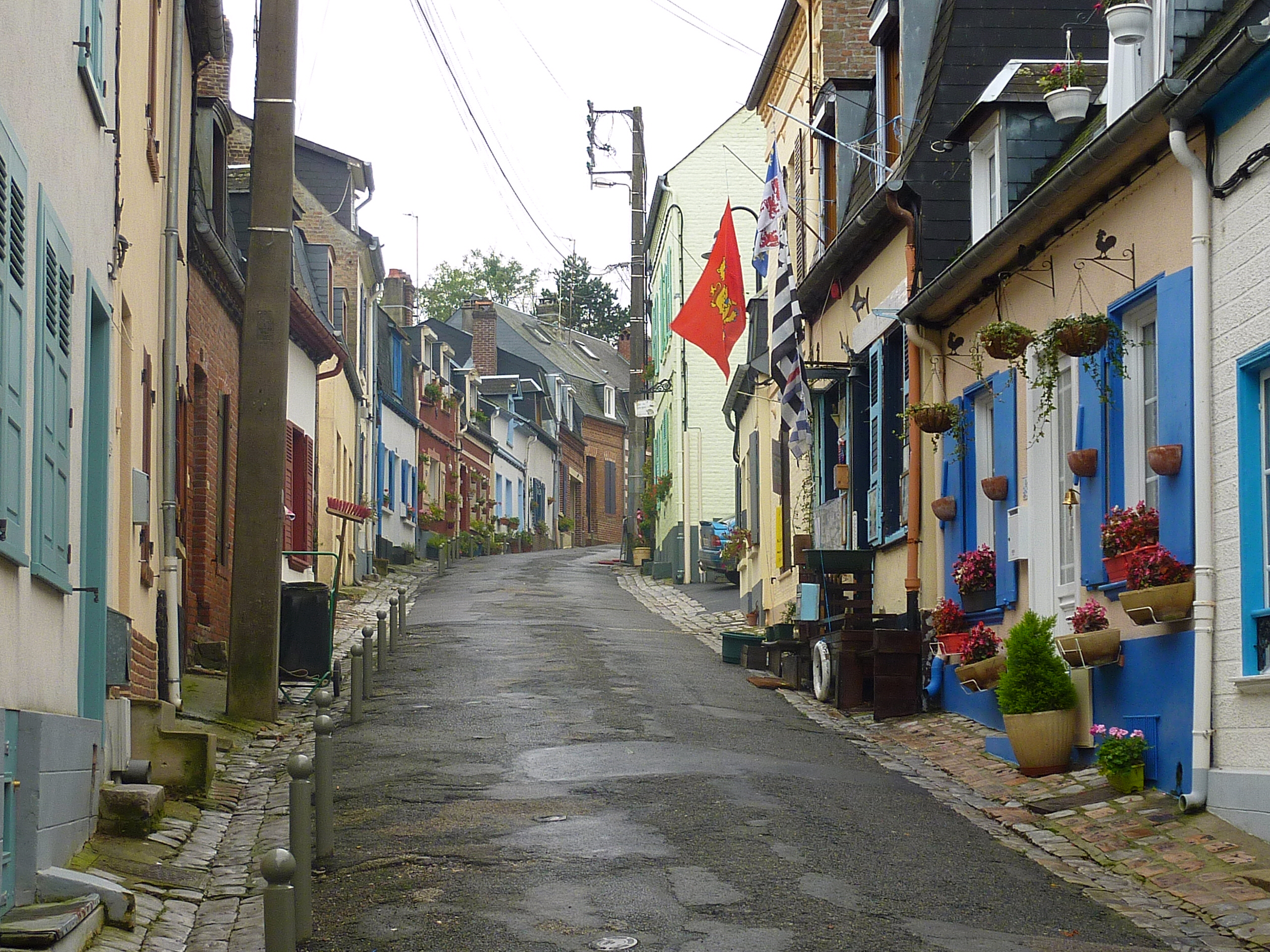
Rue des Moulins

Le Courtgain is een buurt in de tot het Franse departement Somme behorende stad Saint-Valery-sur-Somme.
Het buurtje werd vanouds bevolkt door vissers en andere zeelieden, en het bestaat uit twee evenwijdige straten: de Rue des Pilotes en de Rue des Moulins, gelegen in de benedenstad.
De huisjes werden eind 18e en begin 19e eeuw gebouwd en zijn vanouds kleurig beschilderd.